# Estátua de Lenin (Seattle)
A Estátua de Lenin é um estátua de bronze de 5 m de altura do revolucionário comunista russo Vladimir Lenin no bairro de Fremont, em Seattle, Washington, Estados Unidos. Foi criado pelo escultor eslovaco nascido na Bulgária Emil Venkov e inicialmente exposto na República Socialista da Checoslováquia em 1988, um ano antes da Revolução de Veludo . Em 1993, a estátua foi comprada por um americano que a encontrou em um ferro-velho. Ele o trouxe para casa com ele no estado de Washington, mas morreu antes que pudesse realizar as suas planos de exibi-lo formalmente.
Desde 1995, a estátua foi mantida em custódia à espera de um comprador, permanecendo em exibição temporária pelos últimos 30 anos em uma esquina de rua proeminente em Fremont. Tornou-se um marco local, sendo frequentemente decorado ou vandalizado . A estátua gerou controvérsia política, incluindo críticas por ser comunista chique e não levar a sério o significado histórico de Lenin e do comunismo (ou levá-lo muito a sério), ou comparando a suposta aceitação de um símbolo político tão carregado com a remoção de monumentos confederados e memoriais . Grande parte do debate ignora a propriedade privada e a instalação da estátua em propriedade privada, com o público e o governo praticamente não tendo voz no assunto .

## Comissão e construção

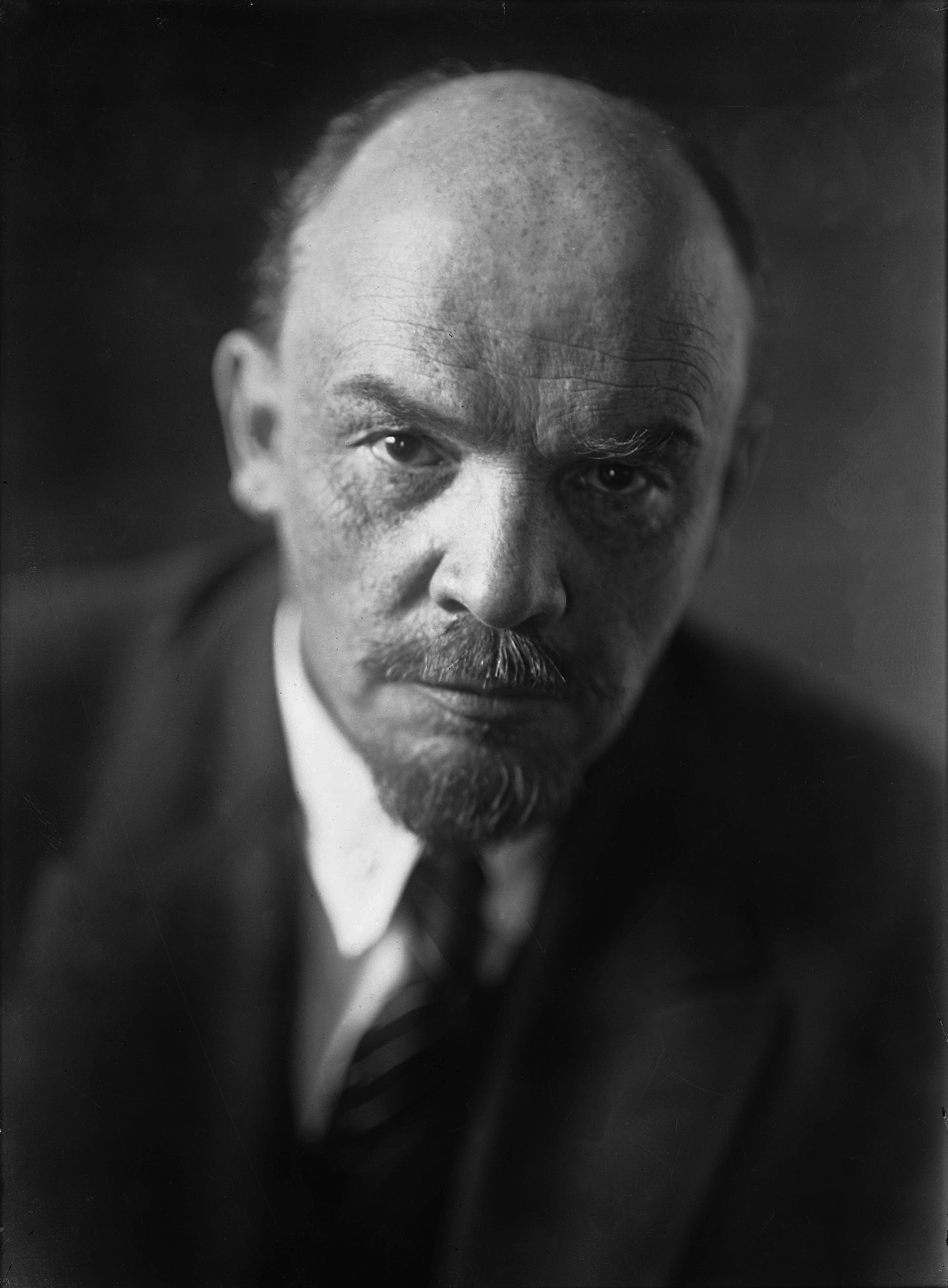
Vladimir Lenin, o tema da escultura.

A estátua foi construída pelo escultor eslovaco nascido na Bulgária Emil Venkov (1937-2017) sob uma comissão de 1981 do Partido Comunista da Tchecoslováquia . Enquanto seguia os limites de sua comissão, Venkov pretendia retratar Lenin como um portador da revolução, em contraste com os retratos tradicionais de Lenin como filósofo e educador .
A obra de Venkov foi concluída e instalada em Poprad, República Socialista da Tchecoslováquia (atual Eslováquia), em 1988 a um custo de 334.000 Kčs, pouco antes da queda do comunismo checoslovaco durante a Revolução de Veludo de 1989 .

## Venda e mudança para Seattle
Lewis E. Carpenter, um professor de inglês em Poprad originalmente de Issaquah, Washington, encontrou a estátua monumental oca em um ferro-velho com um sem-teto morando dentro dela. A estátua de Lenin estava esperando para ser cortada e vendida pelo preço do bronze. Carpenter conheceu e fez amizade com Venkov em uma visita anterior à Tchecoslováquia. O interesse inicial de Carpenter em comprar a estátua foi preservá-la por seu mérito histórico e artístico. Mais tarde, ele pretendia usá-lo para atrair clientes para um restaurante étnico eslovaco que ele queria abrir em Issaquah .
Em estreita colaboração com um jornalista local e bom amigo, Tomáš Fülöpp, Carpenter abordou as autoridades da cidade de Poprad, dizendo que, apesar de sua atual impopularidade, a estátua ainda era uma obra de arte que valia a pena preservar, e se ofereceu para comprá-la por US$13,000. Após dificuldades burocráticas, ele assinou um contrato com o prefeito de Poprad em 16 de março de 1993. O prefeito então começou a reconsiderar e pediu à Câmara Municipal que votasse a venda. Depois de votar para aprová-lo, o conselho de Poprad reconsiderou e pediu a aprovação do Ministério da Cultura eslovaco, que foi concedida quatro meses depois.
Após a aprovação final para comprar e mover a estátua para fora do país, Carpenter consultou Venkov e o arquiteto que supervisionou a fundição original do bronze antes de decidir cortar a estátua em três pedaços e enviá-la 1,500 mi (2,400 km) para Roterdã, e depois para os Estados Unidos, todos custando US$40,000 . Carpenter financiou muito disso hipotecando sua casa. A estátua chegou a Issaquah em agosto de 1993, e Carpenter planejava instalá-la em frente a um restaurante eslovaco. Ele morreu em um acidente de carro em fevereiro de 1994, durante debates públicos sobre a exibição da estátua em Issaquah, que terminou com a rejeição dos moradores do subúrbio. Após a morte de Carpenter, a sua família planejou vender a estátua para uma fundição de Fremont para ser derretida e reaproveitada em uma nova peça. O fundador da fundição, Peter Bevis, procurou exibir a estátua em Fremont e concordou que a Câmara de Comércio de Fremont mantivesse a estátua em confiançaà 5 anos ou até que um comprador fosse encontrado. A estátua foi inaugurada em 3 de junho de 1995, na esquina da Evanston Avenue North e North 34th Street em propriedade privada, um quarteirão ao sul do Fremont Rocket, outra atração artística de Fremont.
Os proprietários mudaram a estátua dois quarteirões ao norte para o cruzamento da Fremont Place North, North 36th Street e Evanston Avenue North em 1996, em uma propriedade com espaços comerciais ocupados por um Taco del Mar e uma sorveteria na época. A nova localização fica a três quarteirões a oeste do Fremont Troll, uma instalação de arte de Fremont sob a Ponte Aurora.
A família Carpenter continua procurando um comprador para a estátua. Desde 2015  , o preço pedido era de US$250,000, acima do preço de 1996 de US$150,000 .

## Curiosidade de Fremont
A estátua de Lenin tornou-se um marco de Fremont e objeto de curiosidade, representando a natureza peculiar do bairro artístico, cujo lema é Libertas Quirkas – liberdade para ser peculiar. Como a escultura Fremont Troll e Waiting for the Interurban, a estátua de Lenin foi frequentemente decorada, apropriada ou vandalizada com várias intenções, tanto caprichosas quanto sérias .
Knute Berger, reconhecendo que "devemos nos divertir" com a "extravagância hippie" de um símbolo soviético no meio de uma cidade americana, disse que ver a estátua não pode deixar de nos lembrar do assassinato e da repressão que Lenin inspirou. Mas Berger refletiu que talvez o significado dessa relíquia soviética seja o oposto, que seja "um troféu do triunfalismo ocidental", representando a vitória sobre o comunismo e a queda do Muro de Berlim. Ao remover a estátua de seu contexto original, onde deveria manter o povo eslovaco admirado, dado um novo contexto em que não oprime ninguém e é usado inteiramente a serviço da livre iniciativa e do lucro. Berger passa a comparar a estátua de Lenin com os totens dos nativos americanos, muitos dos quais já estiveram em exibição na cidade que se tornaram um "símbolo de Seattle". Alguns dos 'totens' mais icônicos de Seattle (na verdade, postes de casas esculpidas em Tlingit do Alasca) foram descaradamente roubados de uma vila do Alasca por membros respeitados da comunidade científica e empresarial, a expedição Harriman Alaska, tão imersa no triunfo de sua própria cultura sobre aquela dos nativos americanos, pouca atenção foi dada ao que o Dr. Robin K. Wright, do Museu Burke, chamou de "um caso muito claro de roubo". Berger disse que a história da vitória de uma cultura sobre outra contada pelo totem, ou a estátua de Lênin, a torna "um ícone, mas se você conhece a história, complicada" .
Uma estrela vermelha brilhante de estilo soviético ou luzes de Natal foram adicionadas à estátua durante a temporada de festas desde 2004 . Para o Solstice Parade de 2004, a estátua foi feita para se parecer com John Lennon . Durante a Semana do Orgulho Gay, a estátua está vestida de travesti .
A BBC destacou a estátua de Lenin de Seattle depois que os manifestantes removeram as estátuas de Lenin na Ucrânia .
As mãos da estátua são frequentemente pintadas (e repintadas) de vermelho para protestar contra o que os críticos percebem como a glorificação do que eles veem como um vilão histórico que tem sangue nas mãos . O restaurante Taco del Mar, um dos inquilinos da propriedade de varejo, construiu um burrito em escala monumental embrulhado em papel alumínio para a estátua segurar, que um editor de Fremont disse que não saiu como pretendido, mas "parecia um doobie ".
Em junho de 2017, o escultor da estátua, Emil Venkov, morreu aos 79 anos . A Associação de Artistas Eslovacos notou a perda de um artista cuja longa carreira ajudou a definir a escultura monumental e arquitetônica eslovaca, criando obras distintas por seu subtexto.
A mídia de extrema-direita manteve o exemplo da estátua de Fremont Lenin para protestar contra a remoção de monumentos e memoriais confederados nos EUA . Em 16 de agosto de 2017, após o comício de Charlottesville, Virgínia Unite the Right, o teórico da conspiração pró-Trump Jack Posobiec liderou uma reunião de vários manifestantes na estátua para exigir sua remoção. No mesmo dia, o prefeito Ed Murray disse que seu escritório entrou em contato com o Cemitério de Lake View para "expressar nossas preocupações" sobre o Memorial dos Veteranos Confederados Unidos e pedir sua remoção . Em 17 de agosto, Murray acrescentou que acreditava que a estátua de Lenin deveria ir também, porque "não devemos idolatrar figuras que cometeram atrocidades violentas e procuraram nos dividir", embora estivesse ciente de que a estátua de Lenin também estava em propriedade privada . Nos dias seguintes, um funcionário da cidade disse ao The Washington Post que o Conselho da Cidade de Seattle estava considerando debater uma resolução simbólica sobre a remoção da estátua de Lenin e do memorial confederado, embora o governo da cidade não tenha poder para remover ambos contra a vontade de os proprietários, uma vez que nem o monumento, nem as propriedades em que se encontram, são de propriedade da cidade . Em um artigo discutindo os monumentos confederados no USA Today, Allen Guelzo disse que deveria haver um movimento de manifestantes pedindo que a estátua fosse removida, já que as "idéias e ações assassinas de Lenin superam qualquer um dos pecados" de Robert E. Lee .
Um projeto de lei apresentado à legislatura estadual no início de 2019 por um grupo de representantes republicanos pedia a remoção e substituição da estátua, em resposta a um projeto de reconsideração de uma estátua de Marcus Whitman no Capitólio do Estado de Washington. Uma das maiores proprietárias de terras de Fremont, a empresária Suzie Burke, disse à rádio KUOW que se algum dos patrocinadores do projeto realmente morasse na área de Seattle, ela os teria convidado a vir a Fremont para discutir o assunto, e teria lembrado a eles que o governo não não tem autoridade para remover obras de arte de propriedade privada em propriedade privada. Um dos patrocinadores do projeto disse que nunca infringiria os direitos de propriedade privada, e que o projeto pretendia ser uma reação irônica à oposição do Senado Estadual à estátua de Whitman .

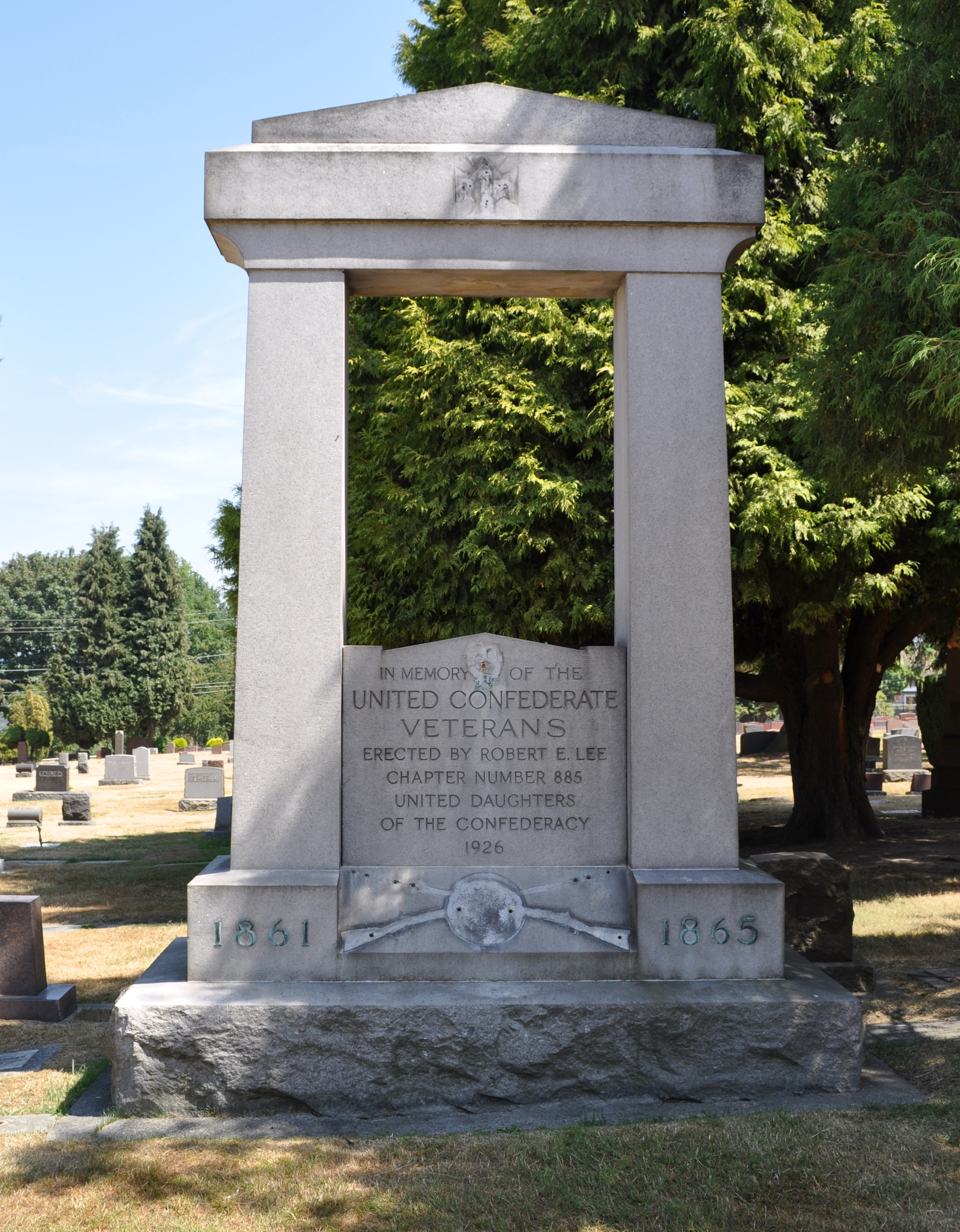
Memorial dos Veteranos Confederados Unidos em sua condição original. Foi derrubado em 2020.

Em meio aos protestos de George Floyd em 2020, o memorial confederado no cemitério de Lake View foi derrubado por pessoas desconhecidas. Ele havia sido criticado por manifestantes e alvo de vandalismo e pichações nos últimos anos .